# 語序
語序（英語：word order）是指在语法中不同语法成分如语素、词、短语之间的线性顺序的排列特征。语言类型学会研究不同语序特征之间的联系、语言会如何使用此语序等等内容。其中，主要的研究课题包括：
- 句子构成成分之间语序的研究，即主语、谓语、宾语之间的顺序。
- 名词的修饰词，如形容词、指示词、数词、领属成分等之间的顺序。
- 副词的顺序。

不同的语序特征之间看似无关但有很强的关联性，例如谓语和宾语之间的顺序就会影响至少十几个其他语序特征。很多其他的成分在VO中的顺序倾向可可能会和OV完全相反。
关于主语、谓语、宾语之间的语序的分布规律大概如下：
- 全世界约有45%的语言使用主语-宾语-谓语(SVO)的语序。
- 全世界约有42%的语言使用主语-谓语-宾语(SOV)的语序。
- 全世界有少数语言使用谓语-主语-宾语(VSO)的语序。
- 另外三种语序较为罕见，出现频率从大到小排序为如下情况：谓语-宾语-主语(VOS)、宾语-谓语-主语(OVS)、宾语-主语-谓语(OSV)。[2]

## 基本语序
主詞、受詞、動詞的排列方法一共有六種，以下以S代表主詞（主語）、V代表動詞（謂語）、O代表受詞（賓語），依照最常使用的語序到最少使用的排列：
- SOV─像古希臘語、梵語、巴利語、波斯語、孟加拉語、日語、韓語、藏語、緬語、泰米爾語、卡納達語、馬拉雅拉姆語、土耳其語、巴斯克語等，人造語言邏輯語使用SOV語序也是可被接受的用法，縱然在邏輯語中，SVO語序比較常用，詳情請見邏輯語文法；在漢語中也有這樣的語序（如“把”字句）；另外拉丁語這個基本上語序自由的語言也最常用這種順序，縱然六種語序皆可，德語、荷蘭語以SOV做為次要語序（用於子句從句當中），而法語、西班牙語、義大利語、俄語等在受詞為代名詞時也使用SOV語序。
- SVO─像英語、法語、義大利語、西班牙語、馬札兒語、俄語、漢語、越南語、泰語、高棉語、馬來語、印尼語、爪哇語、斯瓦希里語、基切語、人造語言世界語、邏輯語、許多尼日-剛果語系的語言和多種克里奧爾語（如托克皮辛語）。
- VSO─像布農語、他加祿語、古典阿拉伯語、聖經希伯來語、許多馬雅語系的語言、愛爾蘭語、威爾士語等。
- VOS─像賽德克語、斐濟語、馬達加斯加語、古爪哇語、索西語（瑪雅索西族語言）等。
- OVS─像希卡利亚纳语、人造語言克林貢語等。
- OSV─像夏凡特語（英语：Xavante language）。薩丁尼亞人講義大利語時也經常使用此語序，英語（尤其電影《星際大戰》角色尤達講的英語更是如此）、漢語（主要和話題優先有關）等有時也使用此語序，這種語序最少被人類自然語言所使用。
- 非固定─像排灣語、拉丁語、芬蘭語、泰盧固語等，此種語言通常具備相當完整的格位標記系統或是格位變化。

某些日耳曼語言如德語和荷蘭語的情況比較複雜，例如在主句中只有一個動詞時其語序可視為SVO，但是在主句中同時有兩個以上的動詞或者是從句時則為SOV，關於這兩種語言的語法請參見動詞第二順位。
| 語序   | 數目 (2005) | 百份比 (2005) | 數目 (2013) | 百份比 (2013) |
| ------ | ----------- | ------------- | ----------- | ------------- |
| SOV    | 497         | 40.5%         | 565         | 41.0%         |
| SVO    | 435         | 35.4%         | 488         | 35.4%         |
| VSO    | 85          | 6.9%          | 95          | 6.9%          |
| VOS    | 26          | 2.1%          | 25          | 1.8%          |
| OVS    | 9           | 0.7%          | 11          | 0.8%          |
| OSV    | 4           | 0.3%          | 4           | 0.3%          |
| 非固定 | 172         | 14.0%         | 189         | 13.7%         |

## 參照
1. ↑  Dryer, Matthew S. . Universals of Language Today (Springer Netherlands). 2009, 76: 185–207. doi:10.1007/978-1-4020-8825-4_10 （英语）.
2. ↑  Tomlin, Russell S. . Hoboken: Taylor and Francis. ISBN 0-415-72357-4.

## 延伸閱讀
- A collection of papers on word order by a leading scholar, some downloadable （页面存档备份，存于）
- Basic word order in English （页面存档备份，存于） clearly illustrated with examples.
- Language Universals（英语：Linguistic universal） and Linguistic Typology（英语：Linguistic Typology）: Syntax and Morphology –  Bernard Comrie (1981) – this is the authoritative introduction to word order and related subjects.
- Order of Subject, Object, and Verb （页面存档备份，存于） (PDF) A basic overview of word order variations across languages.
- Haugan, Jens Old Norse Word Order and Information Structure.  Norwegian University of Science and Technology. 2001 （页面存档备份，存于） ISBN 82-471-5060-3
- Song, Jae Jung (2012) Word order. Cambridge: Cambridge University Press. ISBN 9780521872140 & ISBN 9780521693127